# 陳國富
陳國富（罗马拼音：Chen Kuo-fu，1958年5月13日—），中華民國電影導演、監製，「台灣新電影」導演之一，曾任哥倫比亞電影公司亞洲區製作部總監、華誼兄弟傳媒股份有限公司總監製，2013年結束與華誼七年的合作，創立“工夫影業”。

## 生平
陈国富出生于台湾台中。1970年末一度被视为问题少年。仅是高职毕业的陈国富后来只身至台北自学，21岁偶与电影结缘，23岁成为影评人，作为首届金马国际影展创始人，他随后与侯孝贤、杨德昌成立“电影合作社”，
1990年代，他先后导演作品《國中女生》、《只要为你活一天》和《我的美丽与哀愁》这3部实验性质浓郁的“习作式”影片，以及《徵婚啟事》——至今都被两岸文艺青年列为必看佳作。
陈国富与美国哥伦比亚电影公司的合作始于1999年，在接下来的6年中，担任亚洲区制作总监的他先后参与了《功夫》、《大腕》、《卧虎藏龙》等片的开发策划，并监制影片《20、30、40》、《天地英雄》、《可可西里》等，2002年，由其编剧、导演并监制的惊悚电影《双瞳》，创下台湾惊悚类型的开画票房纪录。
自2004年，陈国富的工作重心逐渐转入两岸三地华语电影的整合与开创。2006年之后，他与中国大陸第一民营电影公司华谊兄弟合作，在7年中监制了《集结号》、《风声》、《唐山大地震》、《狄仁杰》系列、《太极》系列、《画皮2》、《一九四二》等14部影片，其中10部票房过亿。至2013年底，陈国富监制电影的累计票房已达到了47亿人民币。
除了商业巨制，他也于2011年出品了公益系列纪录片——《遥远星球的孩子》，探讨孤独症孩童及其家人的处境。
2013年，陈国富结束了与华谊兄弟的7年合作，成立『工夫影业』，标榜将继续探索“电影的原创性和市场的可能性”，主流评论认为，这将是陈国富本人电影事业的一次质的飞跃。
2014年，陈国富监制新作3部将先后开拍，其中与乌尔善再度合作《鬼吹灯之寻龙诀》。
2015年他担任第52屆金馬獎评审团主席。
2018年陳國富獲得臺北電影獎的楊士琪卓越貢獻獎，肯定他個人在臺灣電影產業拓荒、冒險及創新的精神。

## 评论
《三联生活周刊》
二十年来对华语电影影响最大的人物之一。
侯孝贤评价：
“陈国富为商业电影带来了人性。”也有评论说：他是企图打破之前新电影的成规，将台湾电影开创出一种新的可能性。
《商业周刊》评价为“陈国富效应”：
他懂得电影的艺术制作规律和商品生产流程，是能打通产业任督两脉的人，他穿针引线，用“监制+导演”模式激活了华语电影的生产关系，并解放了导演们的生产力。
《收获》杂志评论：
陈国富不会止步于“主流超级大片”，作为一个行事一贯低调、成绩却屡屡惊人的远来的“台湾和尚”，陈国富一直被冠以“电影巫师”、“金牌推手”、“幕后功臣”这些不吝溢美之词的头衔，他有着成功电影项目的“金手指”，是“不败监制”的神话；但在大众视线和评论之外，光环下的他永远带着“特立独行”的气质，他多次表示，电影的喧嚣繁华终将散去，唯一重要的是创作灵感和內心的声音。相比较“电影传奇人物”，他更像是艺术家，只是有点执着，有点不羁罢了。

## 導演作品
- 《國中女生》（School Girls，1989)
- 《只要為你活一天》（Treasure Island，1993)
- 《我的美麗與哀愁》（The Peony Pavilion，1995）
- 《徵婚啟事》（The Personals，1998）
- 《雙瞳》（Double Vision，2002）
- 《風聲》（The Message，2009）

## 監製作品
- 徵婚啟事（1998）
- 天地英雄（2003）
- 20 30 40（2004）
- 愛情靈藥 (電影) ( 2002 )
- 雙瞳（2002）
- 可可西里（2004）
- 天下無賊（2004）
- 心中有鬼（2006）
- 情非得以之生存之道（2007）
- 集結號（2007）
- 李米的猜想（2007）
- 非誠勿擾（2008）
- 風聲（2009）
- 唐山大地震（2010）
- 狄仁傑之通天帝國（2010）
- 非誠勿擾2（2010）
- 星空（2011）
- 轉山（2011）
- 畫皮2（2012）
- 太極1從零開始（2012）
- 太極2英雄崛起（2012）
- 一九四二（2012）
- 狄仁傑之神都龍王（2013）
- 香港仔（2014）
- 少年班（2015）[13]
- 尋龍訣（2015）
- 火鍋英雄（2016）
- 二代妖精之今生有幸（2017）
- 狄仁杰之四大天王（2018）
- 侍神令（2021）
- 我要我們在一起（2021）

## 編劇作品
- 《只要為你活一天》（TreasureIsland,1993)
- 《我的美麗與哀愁》（ThePeonyPavilion，1995）
- 《徵婚啟事》（ThePersonals，1998）
- 《梅蘭芳 (電影)》（ForeverEnthralled,2008)
- 《狄仁傑之通天帝國》（DetectiveDee，2010）

## 出品作品
- 《愛情靈藥》（BetterThanSex，2002)
- 《遙遠星球的孩子》（ChildrenFromTheDistantPlanet，2011）

## 策劃作品
- 《少年吔，安啦！》（Dust of Angels，1992)

## 導演/監製作品獲獎情況
- 《徵婚啟事》

第四十四屆亞太影展最佳女主角
第四十四屆亞太影展最佳編劇獎
第三十六屆臺灣地區電影金馬獎評審特別獎
- 《雙瞳》

第二十二屆香港電影金像獎五項提名
第二十二屆香港電影金像獎最佳女配角獎
- 《天地英雄》

第十屆中國電影華表獎優秀故事片獎
第十屆中國電影華表獎優秀電影技術獎
第十一屆北京大學生電影節最佳觀賞效果獎
第十一屆北京大學生電影節最受歡迎女演員獎
- 《可可西里》

第四十一屆臺灣電影金馬獎最佳劇情片獎
第四十一屆臺灣電影金馬獎最佳攝影獎
第十七屆東京國際電影節評委會大獎
第十二屆北京大學生電影節評委會大獎
第十二屆北京大學生電影節最佳導演獎
第二十五屆香港電影金像獎最佳亞洲電影獎
第二十五屆中國電影金雞獎最佳故事片獎
第十一屆電影華表獎優秀故事片獎
第五屆北京市文學藝術獎
　　
- 《天下無賊》

第十二屆北京大學生電影節最佳觀賞效果獎
第十二屆北京大學生電影節最受歡迎導演獎
第十二屆北京大學生電影節最受歡迎女演員獎
第四十二屆臺灣電影金馬獎最佳改編劇本獎
第十一屆電影華表獎優秀對外合拍影片獎
第二十八屆大眾電影百花獎最佳女主角
　
- 《集結號》

第十五屆北京大學生電影節最佳影片獎
第十五屆北京大學生電影節最佳導演獎
第十五屆北京大學生電影節最佳男主角獎
第二十九屆大眾電影百花獎最佳故事片獎
第二十九屆大眾電影百花獎最佳導演
第二十九屆大眾電影百花獎最佳男主角獎
第二十九屆大眾電影百花獎最佳故男配角
第十三屆中國電影華表獎優秀故事片獎
第十三屆中國電影華表獎優秀導演
第十三屆中國電影華表獎優秀男演員獎
第十三屆中國電影華表獎優秀電影音樂獎
第十八屆中國電影金雞獎最佳導演獎
第十八屆中國電影金雞獎最佳故事片獎
第十八屆中國電影金雞獎最佳攝影獎
第十八屆中國電影金雞獎最佳音樂獎
第二十八屆香港電影金像獎最佳亞洲電影獎
- 《心中有鬼》

第四十四屆臺灣金馬獎最佳女配角獎
第四十四屆臺灣金馬獎最佳攝影獎
- 《李米的猜想》

第五十六屆聖塞巴斯蒂安電影節新導演單元最佳導演獎
第三屆亞洲電影大獎最佳女主角獎
第十六屆北京大學生電影節最佳女主角獎
第十八屆中國電影金雞獎最佳女演員獎
第四十六屆臺灣電影金馬獎最佳原創音樂獎
- 《非誠勿擾》

第十六屆北京大學生電影節評委會大獎
第三十屆百花獎最佳導演獎
第十三屆中國電影華表獎優秀合拍片獎
第十三屆中國電影華表獎優秀境外華裔女演員獎
- 《風聲》

第四十六屆臺灣電影金馬獎最佳女主角獎
第十七屆北京大學生電影節最佳影片獎
第十七屆北京大學生電影節最受歡迎男演員獎
第十屆華語電影傳媒大獎百家傳媒年度致敬電影
第十屆華語電影傳媒大獎新世紀十年十佳電影
第三十屆百花獎最佳男配角獎
- 《唐山大地震》

第二十八屆電影金雞獎最佳美術獎
第二十八屆電影金雞獎最佳音樂獎
- 《狄仁傑之通天帝國》

第四十七屆金馬獎最佳視覺效果獎
第五屆亞洲電影大獎最佳造型設計獎提名
第五屆亞洲電影大獎最佳視覺效果獎提名
第五屆亞洲電影大獎最佳美術指導獎提名
第三十屆香港電影金像獎最佳導演
第三十屆香港電影金像獎最佳女主角獎
第三十屆香港電影金像獎最佳美術指導
第三十屆香港電影金像獎最佳服裝造型設計獎
第三十屆香港電影金像獎最佳音響效果獎
第三十屆香港電影金像獎最佳視覺效果獎
- 《轉山》

2011年度24屆東京國際電影節最優秀藝術貢獻獎

## 著作
- 陳國富編，《希區考克研究》，電影圖書館：臺北，1983年。
- Dudley Andrew著、陳國富譯，《電影理論－電影：材料・方法・形式・功用》，志文：臺北，1983年。
- 陳國富著，《片面之言－陳國富電影文集》，電影圖書館：臺北，1985年。
- 陳國富、陳世傑著，《我的美麗與哀愁》（電影劇本），遠流：臺北，1995年。ISBN 957322450X
- 陳國富、劉容君、吳佳玲著，《魔法學園：陳國富的12堂表演課》，松崗，臺北，2001年。ISBN 957223594X